# Victor Ruffy (1823-1869)
Isaac Victor Charles François Ruffy (Lutry, 18 januari 1823 – Bern, 29 december 1869) was een Zwitsers radicaal politicus.

## Biografie
Van 1863 tot 1864 was hij voorzitter van de Nationale Raad en van 1 januari 1867 tot 31 december 1867 voorzitter van de Staatsraad van het kanton Vaud. Hij werd op 6 december 1867 in de Bondsraad gekozen en bleef er zetelen tot zijn overlijden op 29 december 1869. Tijdens zijn ambtstermijn beheerde hij het Departement van Financiën (1868) en het Departement van Militaire Zaken (1869). In 1869 was hij vicebondspresident.

## Trivia
- Zijn zoon, Eugène Ruffy (1854-1919), was van 1893 tot 1899 lid van de Bondsraad.